# ASKA CONCERT TOUR 2009 WALK
『ASKA CONCERT TOUR 2009 WALK』（アスカ・コンサート・ツアー・2008・ウォーク）は、ASKAの映像作品。2009年11月25日にDVDで発売され、2012年5月23日にBlu-rayで発売された。発売元はユニバーサルミュージック。

## 解説
CHAGE and ASKA活動休止発表後、よこすか芸術劇場を皮切りに、2009年3月20日から7月4日にかけて行ったコンサートツアー『ASKA CONCERT TOUR 2009 WALK』から、同年6月のNHKホール公演の模様が収録されている。

## 収録曲
1. Now
作詞・作曲：ASKA
2. Hello
作詞・作曲：ASKA
3. 狂想曲 (ラプソディ)
作詞・作曲：ASKA
4. どうってことないさ
作詞・作曲：ASKA
5. 僕はすっかり
作詞・作曲：ASKA
6. birth
作詞：ASKA・松井五郎　作曲：ASKA
7. Girl
作詞・作曲：ASKA
8. Kicks Street
作詞・作曲：ASKA
9. 遊星
作詞・作曲：ASKA
10. good time
作詞・作曲：ASKA
11. あなたが泣くことはない
作詞：ASKA・松井五郎　作曲：ASKA
DVDではここでDISC 1が終了。
12. 帰宅
作詞・作曲：ASKA
DVDではここからがDISC 2となる。
13. L&R
作詞・作曲：ASKA
14. RED HILL
作詞・作曲：ASKA
15. 晴天を誉めるなら夕暮れを待て
作詞・作曲：ASKA
16. 月が近づけば少しはましだろう
作詞・作曲：ASKA
17. けれど空は青 〜close friend〜
作詞・作曲：ASKA
18. PRIDE
作詞・作曲：ASKA
19. UNI-VERSE
作詞・作曲：ASKA
20. 恋の季節
作詞：岩谷時子　作曲：いずみたく
ピンキーとキラーズのカバー。
21. ボヘミアン
作詞：ASKA 　作曲：井上大輔
22. 夢はるか
作詞・作曲：ASKA